# II Cumbre Suramericana
La II Cumbre Suramericana fue la segunda cumbre en su tipo, posterior a la I Cumbre celebrada en Brasília, Brasil desde el 31 de agosto al 1 de septiembre de 2000. La II Cumbre Suramericana fue celebrada en elebrada en la Ciudad de Guayaquil , Ecuador el 26 y el 27 de julio de 2002. Entre otros temas, se trató la creación de un espacio común sudamericano, incluyendo a Guyana y Surinam, para fomentar el desarrollo.

## Naciones participantes
- Eduardo Duhalde
- Jorge Quiroga
- Fernando Henrique Cardoso
- Andrés Pastrana
- Ricardo Lagos
- Gustavo Noboa Bejarano
- Bharrat Jagdeo
- Luis Ángel González Macchi
- Alejandro Toledo
- Maria Elizabeth Levens
- Luis Hierro López
- Hugo Chávez

### Observadores
- Datos: Q5906939